# Dani Futuro
Dani Futuro ist eine Science-Fiction-Comicserie der Spanier Carlos Giménez und Víctor Mora.
Die Geschichten erzählen von den Abenteuern eines Jungen, der 1983 auf der Erde durch ein Unglück eingefroren wurde und in der Zukunft des Jahres 2104 durch einen Wissenschaftler wieder zum Leben erweckt wird.

## Inhalt
Im Jahre 1983 will der junge Ingenieurssohn Dani Blancor seinen Vater auf seiner Polarstation besuchen. Bei einem Unglück stürzt sein Flugzeug in einer Gletscherspalte ab. Durch die dort herrschenden Minusgrade wird sein Körper konserviert und 121 Jahre später vom Wissenschaftler Doktor Dosian wieder zum Leben erweckt. Der anfangs noch etwas verwirrte Dani findet sich in einem fremdartigen Ort wieder, einer seltsamen Karibikwelt mit merkwürdigen futuristischen Gerätschaften und außergewöhnlicher Flora. Doktor Dosians Nichte Iris führt ihn in die Welt des Jahres 2104 ein. Auch der Haushaltsroboter Jules ist ihm behilflich.
Zusammen erleben sie Abenteuer auf den bewohnten Himmelskörpern der Galaxie. Sie setzten sich dabei oft für unterdrückte Völker ein und gegen ausbeuterische Systeme.

## Veröffentlichung
Die ersten Geschichten erschienen 1970 in dem spanischen Comicmagazin Gaceta Junior, es folgte eine Albenveröffentlichung bei Editorial Planeta. Ab 1971 erfolgte dann die Veröffentlichung im französischen Tintin und eine Albenveröffentlichung bei Le Lombard. Ein letzter Band erschien 2019 lange nach den Originalbänden.
In Deutschland erschienen einige Episoden 1972 im Zack-Magazin und 1983 drei Alben bei Semic, einer Kiosk-Edition des Carlsen Verlags. Seit 2020 veröffentlicht der All Verlag die Serie neu.

### Alben
| Spanische Nummer und Titel               | Französische Nummer und Titel          | Deutsche Nummer und Titel                                                                     |
| ---------------------------------------- | -------------------------------------- | --------------------------------------------------------------------------------------------- |
| (1), 1970, Dani Futuro 1                 | (1), 1973, La Planète Nevermor         | (3), 1983, Planet des Schreckens (Semic) (1), 2020, Das verschollene Raumschiff (All Verlag)  |
| (2), 1970, Dani Futuro 2                 | (2), 1974, Le Cimetière de l'espace    | (1), 1983, Friedhof der Raumschiffe (Semic) (2), 2020, Wenn das Monster angreift (All Verlag) |
| (3), 1973, Los amos de Psicodelia        | (4), 1976, Les Maîtres de Psychedelia  | (5), 2023, Die Herrscher von Psychedelia (All Verlag)                                         |
| (4), 1972, El planeta de las catástrofes | (3), 1975, La Planète des malédictions | (2), 1983, Schiffbrüchig im All (Semic) (4), 2022, Der verfluchte Planet (All Verlag)         |
| (5), 1975, El fin de un mundo            | (6), 1982, La Fin d'un monde           | (6), 2023, Das Ende einer Welt (All Verlag)                                                   |
| (6), 1975, El mago del espacio           | (7), 1983, Le Magicien de l'espace     | (7), 2024, Der Weltraumzauberer (All Verlag)                                                  |
| (7), 1974, Iris de Andrómeda             | (5), 1977, Une Planète en héritage     | (3), 2022, Iris von Andromeda (All Verlag)                                                    |
| (8), 2019, Punto Final                   |                                        | (8), 2024, Schlusspunkt (All Verlag)                                                          |